# 에케르트 도법

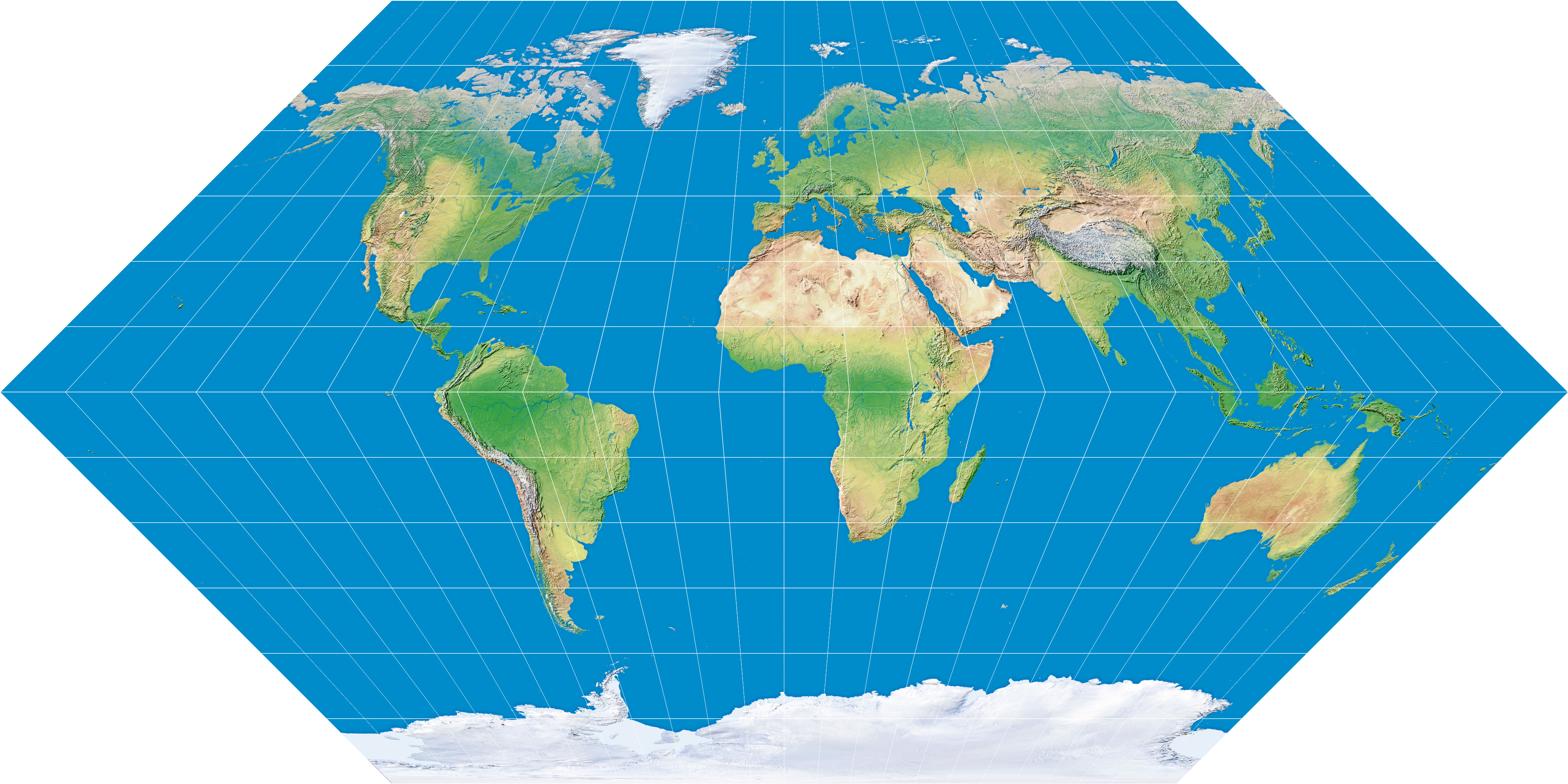

에케르트 도법은 막스 에케르트가 발표한 지도 투영법이다. 극을 적도 길이의 반으로 나타낸다. 위선의 간격과 경선 모양에 따라 6가지 종류가 있다.

## 종류
- 에케르트 제1도법
- 에케르트 제2도법
- 에케르트 제3도법
- 에케르트 제4도법
- 에케르트 제5도법
- 에케르트 제6도법